# Cuereta
Les cueretes, cuetes o gallinetes de la mare de Déu són un grup d'ocells que formen el gènere Motacilla, passeriformes de la família dels motacíl·lids (Motacillidae). Són ocells amb llargues cues que belluguen amb freqüència.
El nom es fa extensiu a l'única espècie del gènere Dendronanthus, molt relacionat amb Motacilla, on de vegades s'inclou.

## Morfologia
- Les cueretes són ocells petits, prims i llargs, sovint amb colors grocs o contrastats de blanc i negre.
- Algunes de les espècies tenen un bon nombre de subespècies, amb dissenys de color molt distintius.
- El seu comportament més conspicu és un constant moviment de la cua, característica que ha motivat el nom comú.

## Hàbitat i distribució
Són ocells insectívors i terrestres que viuen en camp obert al vell món, sovint en àrees humides o medis humanitzats. Als Països Catalans habiten les cueretes torrentera, blanca i groga.

## Reproducció
Fan el niu a terra, on ponen fins a sis ous clapejats.

## Taxonomia
El gènere Motacilla es classifica en 13 espècies:
- Motacilla flava - cuereta groga.
- Motacilla tschutschensis - cuereta de Txukotka.
- Motacilla citreola - cuereta citrina.
- Motacilla capensis - cuereta del Cap.
- Motacilla flaviventris - cuereta de Madagascar.
- Motacilla bocagii - becudet de São Tomé.
- Motacilla cinerea - cuereta torrentera.
- Motacilla clara - cuereta cuallarga.
- Motacilla alba - cuereta blanca.
- Motacilla aguimp - cuereta africana.
- Motacilla samveasnae - cuereta del Mekong.
- Motacilla grandis - cuereta del Japó.
- Motacilla maderaspatensis - cuereta de l'Índia.